# Liste des représentants actuels pour le Saint-Siège
La liste qui suit est à jour à la date du 15 août 2025.
Représentation actuelle du Saint-Siège
- 2021
- 2022
- 2023
- 2024
- 2025
- 2026
- 2027
- 2028
- 2029

Représentations : près le Saint-Siège, pour le Saint-Siège
Cette liste regroupe les représentants diplomatiques du Saint-Siège dans les États, les dates données sont celle à la nomination de la personne.
| Pays, région ou organisation internationale | Représentation          | Représentant                  | Nomination        |
| ------------------------------------------- | ----------------------- | ----------------------------- | ----------------- |
| Afrique du Sud                              | Nonce apostolique       | Henryk Jagodziński            | 16 avril 2024     |
| Albanie                                     | Nonce apostolique       | vacant                        | 21 janvier 2025   |
| Algérie                                     | Nonce apostolique       | vacant                        | 15 mars 2025      |
| Allemagne                                   | Nonce apostolique       | Nikola Eterović               | 21 septembre 2013 |
| Andorre                                     | Nonce apostolique       | vacant                        | 22 mars 2025      |
| Angola                                      | Nonce apostolique       | Kryspin Dubiel                | 1er juillet 2024  |
| Antigua-et-Barbuda                          | Nonce apostolique       | Santiago De Wit Guzmán        | 30 juillet 2022   |
| Antilles                                    | Délégué apostolique     | Santiago De Wit Guzmán        | 30 juillet 2022   |
| Argentine                                   | Nonce apostolique       | Mirosław Adamczyk             | 22 février 2020   |
| Arménie                                     | Nonce apostolique       | Ante Jozić                    | 28 juin 2024      |
| ASEAN                                       | Nonce apostolique       | Piero Pioppo                  | 19 mars 2018      |
| Australie                                   | Nonce apostolique       | Charles Daniel Balvo          | 17 janvier 2022   |
| Autriche                                    | Nonce apostolique       | Pedro López Quintana          | 4 mars 2019       |
| Azerbaïdjan                                 | Nonce apostolique       | Marek Solczyński              | 14 février 2022   |
| Bahamas                                     | Nonce apostolique       | Santiago De Wit Guzmán        | 12 novembre 2022  |
| Bahreïn                                     | Nonce apostolique       | Eugene Martin Nugent          | 11 février 2021   |
| Bangladesh                                  | Nonce apostolique       | Kevin Randall                 | 13 août 2023      |
| Barbade                                     | Nonce apostolique       | Santiago De Wit Guzmán        | 12 novembre 2022  |
| Belgique                                    | Nonce apostolique       | Franco Coppola                | 15 novembre 2021  |
| Belize                                      | Nonce apostolique       | Santiago De Wit Guzmán        | 30 juillet 2022   |
| Bénin                                       | Nonce apostolique       | Rubén Darío Ruiz Mainardi     | 28 octobre 2024   |
| Biélorussie                                 | Nonce apostolique       | Ignazio Ceffalia              | 25 mars 2025      |
| Birmanie                                    | Nonce apostolique       | vacant                        | 16 juillet 2017   |
| Bolivie                                     | Nonce apostolique       | Fermín Emilio Sosa Rodríguez  | 17 novembre 2023  |
| Bosnie-Herzégovine                          | Nonce apostolique       | Francis Assisi Chullikatt     | 1er octobre 2022  |
| Botswana                                    | Nonce apostolique       | Henryk Jagodziński            | 20 août 2024      |
| Brésil                                      | Nonce apostolique       | Giambattista Diquattro        | 29 août 2020      |
| Brunei                                      | Délégué apostolique     | Wojciech Załuski              | 29 septembre 2020 |
| Bulgarie                                    | Nonce apostolique       | Luciano Suriani               | 13 mai 2022       |
| Burkina Faso                                | Nonce apostolique       | Eric Soviguidi                | 15 août 2025      |
| Burundi                                     | Nonce apostolique       | Dieudonné Datonou             | 7 octobre 2021    |
| Cambodge                                    | Nonce apostolique       | Peter Bryan Wells             | 8 février 2023    |
| Cameroun                                    | Nonce apostolique       | José Avelino Bettencourt      | 30 août 2023      |
| Canada                                      | Nonce apostolique       | Ivan Jurkovič                 | 5 juin 2021       |
| Cap-Vert                                    | Nonce apostolique       | Waldemar Stanisław Sommertag  | 6 septembre 2022  |
| République centrafricaine                   | Nonce apostolique       | Giuseppe Laterza              | 5 janvier 2023    |
| Chili                                       | Nonce apostolique       | Kurian Vayalunkal             | 15 mars 2025      |
| République de Chine                         | Nonce apostolique       | vacant                        | 25 mars 1979      |
| Chypre                                      | Nonce apostolique       | Giovanni Pietro Dal Toso      | 17 février 2023   |
| Colombie                                    | Nonce apostolique       | Paolo Rudelli                 | 19 juillet 2023   |
| Comores                                     | Délégué apostolique     | Tomasz Grysa                  | 27 septembre 2022 |
| Conseil de l'Europe                         | Observateur permanent   | Marco Ganci                   | 21 septembre 2019 |
| République du Congo                         | Nonce apostolique       | Javier Herrera Corona         | 5 février 2022    |
| République démocratique du Congo            | Nonce apostolique       | Mitja Leskovar                | 16 avril 2024     |
| Îles Cook                                   | Nonce apostolique       | Gábor Pintér                  | 12 avril 2025     |
| Corée du Sud                                | Nonce apostolique       | Giovanni Gaspari              | 2 mars 2024       |
| Costa Rica                                  | Nonce apostolique       | Mark Gerard Miles             | 9 juillet 2024    |
| Côte d'Ivoire                               | Nonce apostolique       | Mauricio Rueda Beltz          | 16 juin 2023      |
| Croatie                                     | Nonce apostolique       | Giorgio Lingua                | 22 juillet 2019   |
| Cuba                                        | Nonce apostolique       | Antoine Camilleri             | 20 mai 2024       |
| Danemark                                    | Nonce apostolique       | Julio Murat                   | 25 janvier 2023   |
| Djibouti                                    | Nonce apostolique       | vacant                        | 20 mai 2024       |
| République dominicaine                      | Nonce apostolique       | Piergiorgio Bertoldi          | 18 mai 2023       |
| Dominique                                   | Nonce apostolique       | Santiago De Wit Guzmán        | 12 novembre 2022  |
| Équateur                                    | Nonce apostolique       | Andrés Carrascosa Coso        | 22 juin 2017      |
| Égypte                                      | Nonce apostolique       | Nicolas Thevenin              | 4 novembre 2019   |
| Émirats arabes unis                         | Nonce apostolique       | Christophe Zakhia El-Kassis   | 3 janvier 2023    |
| Érythrée                                    | Nonce apostolique       | vacant                        | 23 janvier 2024   |
| Espagne                                     | Nonce apostolique       | vacant                        | 22 mars 2025      |
| Estonie                                     | Nonce apostolique       | Georg Gänswein                | 24 juin 2024      |
| Éthiopie                                    | Nonce apostolique       | Brian Udaigwe                 | 12 avril 2025     |
| États-Unis                                  | Nonce apostolique       | Christophe Pierre             | 12 avril 2016     |
| Fidji                                       | Nonce apostolique       | Gábor Pintér                  | 29 août 2024      |
| Finlande                                    | Nonce apostolique       | Julio Murat                   | 7 mars 2023       |
| France                                      | Nonce apostolique       | Celestino Migliore            | 11 janvier 2020   |
| Gabon                                       | Nonce apostolique       | Javier Herrera Corona         | 5 février 2022    |
| Gambie                                      | Nonce apostolique       | Walter Erbì                   | 30 novembre 2022  |
| Géorgie                                     | Nonce apostolique       | Ante Jozić                    | 28 juin 2024      |
| Ghana                                       | Nonce apostolique       | Julien Kaboré                 | 29 juin 2024      |
| Grèce                                       | Nonce apostolique       | Jan Romeo Pawłowski           | 1er décembre 2022 |
| Grenade                                     | Nonce apostolique       | Santiago De Wit Guzmán        | 30 juillet 2022   |
| Guatemala                                   | Nonce apostolique       | Francisco Montecillo Padilla  | 17 avril 2020     |
| Guinée                                      | Nonce apostolique       | Mambé Jean-Sylvain Emien      | 12 novembre 2022  |
| Guinée-Bissau                               | Nonce apostolique       | Waldemar Stanisław Sommertag  | 6 septembre 2022  |
| Guinée équatoriale                          | Nonce apostolique       | José Avelino Bettencourt      | 30 août 2023      |
| Guyana                                      | Nonce apostolique       | Santiago De Wit Guzmán        | 30 juillet 2022   |
| Haïti                                       | Nonce apostolique       | vacant                        | 25 janvier 2024   |
| Honduras                                    | Nonce apostolique       | Simón Bolívar Sánchez Carrión | 15 octobre 2024   |
| Hongrie                                     | Nonce apostolique       | Michael Wallace Banach        | 3 mai 2022        |
| Inde                                        | Nonce apostolique       | Leopoldo Girelli              | 13 mars 2021      |
| Indonésie                                   | Nonce apostolique       | Piero Pioppo                  | 8 septembre 2017  |
| Iran                                        | Nonce apostolique       | Andrzej Józwowicz             | 28 juin 2021      |
| Irak                                        | Nonce apostolique       | vacant                        | 16 avril 2024     |
| Irlande                                     | Nonce apostolique       | Luis Mariano Montemayor       | 25 février 2023   |
| Islande                                     | Nonce apostolique       | vacant                        | 30 avril 2022     |
| Israël                                      | Nonce apostolique       | Adolfo Tito Yllana            | 3 juin 2021       |
| Italie                                      | Nonce apostolique       | Petar Rajič                   | 11 mars 2024      |
| Jamaïque                                    | Nonce apostolique       | Santiago De Wit Guzmán        | 12 novembre 2022  |
| Japon                                       | Nonce apostolique       | Francisco Escalante Molina    | 25 janvier 2024   |
| Jérusalem et Palestine                      | Délégué apostolique     | Adolfo Tito Yllana            | 3 juin 2021       |
| Jordanie                                    | Nonce apostolique       | vacant                        | 7 octobre 2019    |
| Kazakhstan                                  | Nonce apostolique       | George George Panamthundil    | 16 juin 2023      |
| Kenya                                       | Nonce apostolique       | Hubertus van Megen            | 16 février 2019   |
| Kiribati                                    | Nonce apostolique       | Gábor Pintér                  | 12 avril 2025     |
| Kosovo                                      | Délégué apostolique     | Luigi Bianco                  | 20 mai 2025       |
| Koweït                                      | Nonce apostolique       | Eugene Martin Nugent          | 7 janvier 2021    |
| Kirghizistan                                | Nonce apostolique       | George George Panamthundil    | 15 juillet 2023   |
| Laos                                        | Délégué apostolique     | Peter Bryan Wells             | 8 février 2023    |
| Lesotho                                     | Nonce apostolique       | Henryk Jagodziński            | 16 avril 2024     |
| Lettonie                                    | Nonce apostolique       | Georg Gänswein                | 24 juin 2024      |
| Liban                                       | Nonce apostolique       | Paolo Borgia                  | 24 septembre 2022 |
| Liberia                                     | Nonce apostolique       | Walter Erbì                   | 16 juillet 2022   |
| Libye                                       | Nonce apostolique       | Savio Hon Tai-Fai             | 18 mai 2023       |
| Liechtenstein                               | Nonce apostolique       | Martin Krebs                  | 3 mars 2021       |
| Ligue arabe                                 | Délégué apostolique     | Nicolas Thevenin              | 4 novembre 2019   |
| Lituanie                                    | Nonce apostolique       | Georg Gänswein                | 24 juin 2024      |
| Luxembourg                                  | Nonce apostolique       | Franco Coppola                | 14 décembre 2021  |
| Macédoine                                   | Nonce apostolique       | Luciano Suriani               | 21 mai 2022       |
| Madagascar                                  | Nonce apostolique       | Tomasz Grysa                  | 27 septembre 2022 |
| Malawi                                      | Nonce apostolique       | Gian Luca Perici              | 6 juin 2023       |
| Malaisie                                    | Nonce apostolique       | Wojciech Załuski              | 29 septembre 2020 |
| Mali                                        | Nonce apostolique       | Mambé Jean-Sylvain Emien      | 2 février 2022    |
| Malte                                       | Nonce apostolique       | Savio Hon Tai-Fai             | 24 octobre 2022   |
| Maroc                                       | Nonce apostolique       | Alfred Xuereb                 | 8 décembre 2023   |
| Îles Marshall                               | Nonce apostolique       | Gábor Pintér                  | 12 avril 2025     |
| Mauritanie                                  | Nonce apostolique       | Waldemar Stanisław Sommertag  | 6 septembre 2022  |
| Maurice                                     | Nonce apostolique       | Tomasz Grysa                  | 21 mars 2023      |
| Mexique                                     | Nonce apostolique       | Joseph Spiteri                | 7 juillet 2022    |
| États fédérés de Micronésie                 | Nonce apostolique       | Gábor Pintér                  | 14 janvier 2025   |
| Moldavie                                    | Nonce apostolique       | Giampiero Gloder              | 23 février 2024   |
| Monaco                                      | Nonce apostolique       | Martin Krebs                  | 19 avril 2024     |
| Mongolie                                    | Nonce apostolique       | Giovanni Gaspari              | 2 mars 2024       |
| Monténégro                                  | Nonce apostolique       | Francis Assisi Chullikatt     | 1er octobre 2022  |
| Mozambique                                  | Nonce apostolique       | Luís Miguel Muñoz Cárdaba     | 23 janvier 2024   |
| Namibie                                     | Nonce apostolique       | Henryk Jagodziński            | 19 juillet 2024   |
| Nations unies - New York                    | Observateur permanent   | Gabriele Caccia               | 16 novembre 2019  |
| Nations unies - Genève                      | Observateur permanent   | Ettore Balestrero             | 21 juin 2023      |
| Nauru                                       | Nonce apostolique       | Gábor Pintér                  | 12 avril 2025     |
| Népal                                       | Nonce apostolique       | Leopoldo Girelli              | 13 septembre 2021 |
| Nicaragua                                   | Nonce apostolique       | vacant                        | 6 septembre 2022  |
| Niger                                       | Nonce apostolique       | vacant                        | 16 juillet 2024   |
| Nigeria                                     | Nonce apostolique       | Michael Francis Crotty        | 16 juillet 2024   |
| Norvège                                     | Nonce apostolique       | Julio Murat                   | 16 mars 2023      |
| Nouvelle-Zélande                            | Nonce apostolique       | Gábor Pintér                  | 27 juillet 2024   |
| Oman                                        | Nonce apostolique       | Nicolas Thévenin              | 22 mai 2023       |
| Ouganda                                     | Nonce apostolique       | vacant                        | 20 mai 2025       |
| Ouzbékistan                                 | Nonce apostolique       | Giovanni d'Aniello            | 14 janvier 2021   |
| Pacifique - Océanie                         | Délégué apostolique     | Gábor Pintér                  | 18 juin 2025      |
| Pakistan                                    | Nonce apostolique       | Germano Penemote              | 16 juin 2023      |
| Palaos                                      | Nonce apostolique       | Gábor Pintér                  | 14 janvier 2025   |
| Panama                                      | Nonce apostolique       | Dagoberto Campos Salas        | 14 mai 2022       |
| Papouasie-Nouvelle-Guinée                   | Nonce apostolique       | Maurizio Bravi                | 15 janvier 2025   |
| Paraguay                                    | Nonce apostolique       | Vincenzo Turturro             | 29 décembre 2023  |
| Pays-Bas                                    | Nonce apostolique       | Jean-Marie Speich             | 12 avril 2025     |
| Péninsule arabique                          | Délégué apostolique     | Christophe Zakhia El-Kassis   | 22 juillet 2024   |
| Pérou                                       | Nonce apostolique       | Paolo Rocco Gualtieri         | 6 août 2022       |
| Philippines                                 | Nonce apostolique       | Charles John Brown            | 28 septembre 2020 |
| Pologne                                     | Nonce apostolique       | Antonio Guido Filipazzi       | 8 août 2023       |
| Porto Rico                                  | Délégué apostolique     | Piergiorgio Bertoldi          | 18 mai 2023       |
| Portugal                                    | Nonce apostolique       | vacant                        | 23 mai 2025       |
| Qatar                                       | Nonce apostolique       | Eugene Martin Nugent          | 7 janvier 2021    |
| Roumanie                                    | Nonce apostolique       | Giampiero Gloder              | 23 février 2024   |
| Royaume-Uni                                 | Nonce apostolique       | Miguel Maury Buendía          | 13 avril 2023     |
| Russie                                      | Nonce apostolique       | Giovanni d'Aniello            | 1er juin 2020     |
| Rwanda                                      | Nonce apostolique       | Arnaldo Catalan               | 31 janvier 2022   |
| Saint-Christophe-et-Niévès                  | Nonce apostolique       | Santiago De Wit Guzmán        | 30 juillet 2022   |
| Sainte-Lucie                                | Nonce apostolique       | Santiago De Wit Guzmán        | 12 novembre 2022  |
| Saint-Vincent-et-les-Grenadines             | Nonce apostolique       | Santiago De Wit Guzmán        | 30 juillet 2022   |
| Salvador                                    | Nonce apostolique       | Luigi Roberto Cona            | 26 octobre 2022   |
| Samoa                                       | Nonce apostolique       | Gábor Pintér                  | 12 avril 2025     |
| Saint-Marin                                 | Nonce apostolique       | Petar Rajič                   | 11 mars 2024      |
| Sao Tomé-et-Principe                        | Nonce apostolique       | Kryspin Dubiel                | 15 juillet 2024   |
| Sénégal                                     | Nonce apostolique       | Waldemar Stanisław Sommertag  | 6 septembre 2022  |
| Serbie                                      | Nonce apostolique       | Santo Rocco Gangemi           | 12 septembre 2022 |
| Seychelles                                  | Nonce apostolique       | Tomasz Grysa                  | 9 février 2023    |
| Sierra Leone                                | Nonce apostolique       | Walter Erbì                   | 20 juillet 2022   |
| Singapour                                   | Nonce apostolique       | Marek Zalewski                | 21 mai 2018       |
| Slovaquie                                   | Nonce apostolique       | Nicolas Girasoli              | 2 juillet 2022    |
| Slovénie                                    | Nonce apostolique       | Luigi Bianco                  | 20 mai 2025       |
| Îles Salomon                                | Nonce apostolique       | Maurizio Bravi                | 15 janvier 2025   |
| Somalie                                     | Délégué apostolique     | vacant                        | 20 mai 2024       |
| Soudan du Sud                               | Nonce apostolique       | Séamus Patrick Horgan         | 14 mai 2024       |
| Soudan                                      | Nonce apostolique       | vacant                        | 23 janvier 2024   |
| Sri Lanka                                   | Nonce apostolique       | vacant                        | 12 avril 2025     |
| Suriname                                    | Nonce apostolique       | Santiago De Wit Guzmán        | 30 juillet 2022   |
| Suède                                       | Nonce apostolique       | vacant                        | 30 avril 2022     |
| Suisse                                      | Nonce apostolique       | Martin Krebs                  | 3 mars 2021       |
| Eswatini                                    | Nonce apostolique       | Henryk Jagodziński            | 19 juillet 2024   |
| Syrie                                       | Nonce apostolique       | Mario Zenari                  | 30 décembre 2008  |
| Tadjikistan                                 | Nonce apostolique       | George George Panamthundil    | 15 juillet 2023   |
| Tanzanie                                    | Nonce apostolique       | Angelo Accattino              | 2 janvier 2023    |
| Tchad                                       | Nonce apostolique       | Giuseppe Laterza              | 5 janvier 2023    |
| République tchèque                          | Nonce apostolique       | Jude Thaddeus Okolo           | 1er mai 2022      |
| Thaïlande                                   | Nonce apostolique       | Peter Bryan Wells             | 8 février 2023    |
| Timor oriental                              | Nonce apostolique       | Wojciech Załuski              | 29 septembre 2020 |
| Togo                                        | Nonce apostolique       | Rubén Darío Ruiz Mainardi     | 28 octobre 2024   |
| Tonga                                       | Nonce apostolique       | vacant                        | 27 juillet 2024   |
| Trinité-et-Tobago                           | Nonce apostolique       | Santiago De Wit Guzmán        | 30 juillet 2022   |
| Tunisie                                     | Nonce apostolique       | vacant                        | 15 mars 2025      |
| Turquie                                     | Nonce apostolique       | Marek Solczyński              | 2 février 2022    |
| Turkménistan                                | Nonce apostolique       | Paul Fitzpatrick Russell      | 19 mars 2016      |
| Ukraine                                     | Nonce apostolique       | Visvaldas Kulbokas            | 15 juin 2021      |
| Union européenne                            | Nonce apostolique       | Bernardito Auza               | 22 mars 2025      |
| Uruguay                                     | Nonce apostolique       | Gianfranco Gallone            | 3 janvier 2023    |
| Vanuatu                                     | Nonce apostolique       | Gábor Pintér                  | 14 janvier 2025   |
| Venezuela                                   | Nonce apostolique       | Alberto Ortega Martín         | 14 mai 2024       |
| Vietnam                                     | Représentant pontifical | Marek Zalewski                | 21 mai 2018       |
| Yémen                                       | Nonce apostolique       | Christophe Zakhia El-Kassis   | 22 juillet 2024   |
| Zambie                                      | Nonce apostolique       | Gian Luca Perici              | 6 juin 2023       |
| Zimbabwe                                    | Nonce apostolique       | Janusz Urbańczyk              | 25 janvier 2024   |